# Tjeurajauratjah
Tjievrajávrátja är varandra näraliggande sjöar i Jokkmokks kommun i Lappland som ingår i Luleälvens huvudavrinningsområde. Jávrátja på lulesamiska betyder "småsjöar" och är ett samlingsnamn på en grupp närliggande små sjöar.
- Tjievrajávrátja (Jokkmokks socken, Lappland, 745048-157789), sjö i Jokkmokks kommun, 67°08′24″N 17°36′04″Ö / 67.1401°N 17.601°Ö
- Tjievrajávrátja (Jokkmokks socken, Lappland, 745076-157788), sjö i Jokkmokks kommun, 67°08′34″N 17°36′04″Ö / 67.1427°N 17.601°Ö
- Tjievrajávrátja (Jokkmokks socken, Lappland, 745085-157765), sjö i Jokkmokks kommun, 67°08′37″N 17°35′45″Ö / 67.1435°N 17.5957°Ö
- Tjievrajávrátja (Jokkmokks socken, Lappland, 745105-157752), sjö i Jokkmokks kommun, 67°08′43″N 17°35′34″Ö / 67.1454°N 17.5928°Ö